# Božidar Vučićević
Božidar Vučićević, cyr. Божидар Вучићевић (ur. 9 grudnia 1998) – serbski siatkarz, grający na pozycji atakującego. 

## Przebieg kariery
| Lata                      | Klub                  |
| ------------------------- | --------------------- |
| 2016–2019                 | OK Vojvodina Nowy Sad |
| 2019–2021                 | ACH Volley Lublana    |
| 2021 (do 10.2021)         | Ribnica Kraljevo      |
| 2021–2022 (od 09.10.2021) | Halkbank Ankara       |
| 2022–                     | Spor Toto             |

## Sukcesy klubowe
Liga serbska:
- 2017, 2018[4], 2019

Puchar Słowenii:
- 2020

MEVZA:
- 2020, 2021

Liga słoweńska:
- 2020
- 2021

Puchar Challenge:
- 2022[5]

Liga turecka:
- 2022[6]

## Nagrody indywidualne
- 2021: Najlepszy atakujący Ligi środkowoeuropejskiej MEVZA